# Campeonato Europeo de Baloncesto Masculino de 1939
La edición III del Campeonato Europeo de Baloncesto se celebró en Lituania del 21 de mayo al 28 de mayo de 1939 en la ciudad de Kaunas. El torneo contó con la participación de 8 selecciones nacionales.
La medalla de oro fue para la selección de Lituania, la medalla de plata para Letonia y la medalla de bronce para la selección de Polonia.

## Torneo
Los 8 equipos participantes se encuadraron en un ùnico grupo.
| Equipo    | J | G | P | T+  | T-  | DT   | PTS |
| --------- | - | - | - | --- | --- | ---- | --- |
| Lituania  | 7 | 7 | 0 | 396 | 137 | +259 | 14  |
| Letonia   | 7 | 5 | 2 | 353 | 163 | +190 | 12  |
| Polonia   | 7 | 5 | 2 | 242 | 216 | +26  | 12  |
| Francia   | 7 | 4 | 3 | 265 | 216 | +49  | 11  |
| Estonia   | 7 | 4 | 3 | 286 | 267 | +119 | 11  |
| Italia    | 7 | 2 | 5 | 225 | 216 | +9   | 9   |
| Hungría   | 7 | 1 | 6 | 162 | 343 | -181 | 8   |
| Finlandia | 7 | 0 | 7 | 70  | 541 | -471 | 7   |

| Fecha    | Partido  | Partido | Partido   | Resultado |
| -------- | -------- | ------- | --------- | --------- |
| --.05.39 | Francia  | -       | Finlandia | 76-11     |
| --.05.39 | Polonia  | -       | Estonia   | 35-31     |
| --.05.39 | Italia   | -       | Hungría   | 39-21     |
| --.05.39 | Lituania | -       | Letonia   | 37-36     |
| --.05.39 | Polonia  | -       | Francia   | 38-36     |
| --.05.39 | Italia   | -       | Finlandia | 63-13     |
| --.05.39 | Lituania | -       | Estonia   | 33-14     |
| --.05.39 | Letonia  | -       | Hungría   | 58-24     |
| --.05.39 | Francia  | -       | Italia    | 31-24     |
| --.05.39 | Lituania | -       | Polonia   | 46-18     |
| --.05.39 | Letonia  | -       | Finlandia | 108-7     |
| --.05.39 | Estonia  | -       | Hungría   | 64-18     |
| --.05.39 | Estonia  | -       | Finlandia | 91-1      |
| --.05.39 | Polonia  | -       | Hungría   | 42-20     |
| --.05.39 | Letonia  | -       | Italia    | 38-23     |
| --.05.39 | Lituania | -       | Francia   | 48-18     |
| --.05.39 | Letonia  | -       | Francia   | 45-26     |
| --.05.39 | Lituania | -       | Hungría   | 79-15     |
| --.05.39 | Estonia  | -       | Italia    | 29-22     |
| 22.05.39 | Polonia  | -       | Finlandia | 46-13     |
| --.05.39 | Polonia  | -       | Italia    | 43-27     |
| --.05.39 | Francia  | -       | Hungría   | 45-19     |
| --.05.39 | Lituania | -       | Finlandia | 112-9     |
| --.05.39 | Estonia  | -       | Letonia   | 26-25     |
| --.05.39 | Lituania | -       | Italia    | 41-27     |
| --.05.39 | Hungría  | -       | Finlandia | 45-16     |
| --.05.39 | Francia  | -       | Estonia   | 33-31     |
| --.05.39 | Letonia  | -       | Polonia   | 43-20     |

## Medallero
|          |         |         |
| Lituania | Letonia | Polonia |

## Clasificación final
| 1. - Lituania  |
| 2. - Letonia   |
| 3. - Polonia   |
| 4. - Francia   |
| 5. - Estonia   |
| 6. - Italia    |
| 7. - Hungría   |
| 8. - Finlandia |

## Trofeos individuales

### Mejor jugadorMVP
- Mykolas Ruzgys (de facto:  Pranas Lubinas)

## Plantilla de los 4 primeros clasificados
1.Lituania: Pranas Lubinas, Mykolas Ruzgys, Feliksas Kriaučiūnas, Leonas Baltrūnas, Zenonas Puzinauskas, Artūras Andrulis, Pranas Mažeika, Leonas Petrauskas, Eugenijus Nikolskis, Vytautas Norkus, Jurgis Jurgėla, Mindaugas Šliūpas, Vytautas Budriūnas, Vytautas Leščinskas (Entrenador: Pranas Lubinas)
2.Letonia: Visvaldis Melderis, Kārlis Arents, Jānis Graudiņš, Teodors Grīnbergs, Maksis Kazāks, Alfrēds Krauklis, Voldemārs Šmits, Juris Solovjovs, Aleksandrs Vanags, Kārlis Satiņš (Entrenador: Valdemārs Baumanis)
3.Polonia: Paweł Stok, Bogdan Bartosiewicz, Jerzy Gregołajtis, Florian Grzechowiak, Zdzisław Kasprzak, Ewaryst Łój, Stanisław Pawlowski, Zbigniew Resich, Jerzy Rossudowski, Jarosław Śmigielski (Entrenador: Walenty Kłyszejko)
4.Francia: Robert Busnel, Vladimir Fabrikant, Henri Lesmayoux, Fernand Prudhomme, Jean Jeammes, Etienne Roland, Emile Frezot, Robert Cohu, Maurice Mertz, Abel Gravier, Andre Ambroise, Gaston Falleur, Gabriel Gonnet, Alexandre Katlama (Entrenador: Paul Geist)